# Попешти (Ђурђу)
Попешти (рум. Popești) насеље је у Румунији у округу Ђурђу у општини Михаилешти. Oпштина се налази на надморској висини од 82 m.

## Становништво
Према подацима из 2002. године у насељу је живело 1189 становника, од којих су сви румунске националности.